# Palden Thondup Namgyal
Palden Thondup Namgyal (født 23. maj 1923 i Gangtok, død 29. januar 1982 i New York) var den tolvte og sidste Chogyal (eller konge) i Sikkim fra 1963 til han blev afsat i 1975.
Da han var seks, gik han til St. Joseph's Convent i Kalimpong, men måtte afbryde sin skolegang på grund af malaria. Fra sin 8. til 11. studerede han i et kloster under sin onkel Rinpoche Lhatsun. Derefter blev han anerkendt som reinkarnationen af Tulku af både klosteret i Phodong og Rumtek. Herefter gik han til St. Joseph's College i Darjeeling. Han beståede sin eksamen på "Bishop Cotton School" i Simla i 1941.
Namgyal tjente for sin far som rådgiver for indenrigsanliggender og ledede forhandlingsholdet, der etablerede relationer med Indien efter landet blev uafhængig i 1949.
I 1975 blev Namgyal taget til fange og placeret under husarrest, samtidigt blev der afholdt en folkeafstemning i Sikkim, hvor 97% stemte for tilknytning til Indien som 22. stat. Hermed blev monarkiet afskaffet.
Han døde af kræft i New York i begyndelsen af 1982. Hans søn fra sin første ægteskab, Wangchuk Namgyal, blev udnævnt til 13. Chogyal, en funktion, der ikke længere havde officiel betydning eller myndighed.